# Saint-Aubin-des-Coudrais
Saint-Aubin-des-Coudrais és un municipi francès situat al departament del Sarthe i a la regió de País del Loira. L'any 2007 tenia 956 habitants.

## Demografia

### Població
El 2007 la població de fet de Saint-Aubin-des-Coudrais era de 956 persones. Hi havia 362 famílies de les quals 76 eren unipersonals (44 homes vivint sols i 32 dones vivint soles), 127 parelles sense fills, 147 parelles amb fills i 12 famílies monoparentals amb fills.
La població ha evolucionat segons el següent gràfic:
Habitants censats

### Habitatges
El 2007 hi havia 439 habitatges, 373 eren l'habitatge principal de la família, 40 eren segones residències i 26 estaven desocupats. 425 eren cases i 6 eren apartaments. Dels 373 habitatges principals, 299 estaven ocupats pels seus propietaris, 67 estaven llogats i ocupats pels llogaters i 7 estaven cedits a títol gratuït; 1 tenia una cambra, 19 en tenien dues, 52 en tenien tres, 122 en tenien quatre i 179 en tenien cinc o més. 277 habitatges disposaven pel capbaix d'una plaça de pàrquing. A 137 habitatges hi havia un automòbil i a 217 n'hi havia dos o més.

### Piràmide de població
La piràmide de població per edats i sexe el 2009 era:
| Homes | Edats   | Dones |
| ----- | ------- | ----- |
| 0     | 95 o +  | 0     |
| 0     | 90 a 94 | 0     |
| 4     | 85 a 89 | 0     |
| 0     | 80 a 84 | 8     |
| 12    | 75 a 79 | 8     |
| 4     | 70 a 74 | 12    |
| 48    | 65 a 69 | 20    |
| 12    | 60 a 64 | 28    |
| 20    | 55 a 59 | 20    |
| 28    | 50 a 54 | 20    |
| 20    | 45 a 49 | 24    |
| 40    | 40 a 44 | 24    |
| 40    | 35 a 39 | 40    |
| 44    | 30 a 34 | 40    |
| 20    | 25 a 29 | 32    |
| 20    | 20 a 24 | 12    |
| 40    | 15 a 19 | 40    |
| 20    | 10 a 14 | 36    |
| 48    | 5 a 9   | 48    |
| 40    | 0 a 4   | 20    |

## Economia
El 2007 la població en edat de treballar era de 626 persones, 477 eren actives i 149 eren inactives. De les 477 persones actives 433 estaven ocupades (231 homes i 202 dones) i 44 estaven aturades (18 homes i 26 dones). De les 149 persones inactives 73 estaven jubilades, 51 estaven estudiant i 25 estaven classificades com a «altres inactius».

### Ingressos
El 2009 a Saint-Aubin-des-Coudrais hi havia 369 unitats fiscals que integraven 954 persones, la mediana anual d'ingressos fiscals per persona era de 17.565 €.

### Activitats econòmiques
Dels 26 establiments que hi havia el 2007, 2 eren d'empreses alimentàries, 1 d'una empresa de fabricació d'altres productes industrials, 9 d'empreses de construcció, 7 d'empreses de comerç i reparació d'automòbils, 2 d'empreses d'hostatgeria i restauració, 1 d'una empresa d'informació i comunicació, 2 d'empreses immobiliàries, 1 d'una empresa de serveis i 1 d'una empresa classificada com a «altres activitats de serveis».
Dels 11 establiments de servei als particulars que hi havia el 2009, 1 era un taller de reparació d'automòbils i de material agrícola, 1 paleta, 1 guixaire pintor, 3 fusteries, 2 lampisteries, 1 perruqueria, 1 restaurant i 1 agència immobiliària.
Dels 2 establiments comercials que hi havia el 2009, 1 era una fleca i 1 una carnisseria.
L'any 2000 a Saint-Aubin-des-Coudrais hi havia 32 explotacions agrícoles que ocupaven un total de 1.656 hectàrees.

## Equipaments sanitaris i escolars
El 2009 hi havia una escola elemental.

## Poblacions més properes
El següent diagrama mostra les poblacions més properes.